# Pierino Gabetti
Pierino Gabetti (22 de maio de 1904, em Sestri Ponente, Gênova – 28 de fevereiro de 1971) foi um halterofilista italiano.
Gabetti foi campeão olímpico em 1924, ganhou medalha de prata em 1928, na categoria até 60 kg, e terminou em quarto lugar em halterofilismo nos Jogos Olímpicos de Verão de 1932, na categoria até 67,5 kg.